# Aspres-sur-Buëch
Aspres-sur-Buëch je naselje in občina v jugovzhodnem francoskem departmaju Hautes-Alpes regije Provansa-Alpe-Azurna obala. Leta 2008 je naselje imelo 778 prebivalcev.

## Geografija
Kraj leži v pokrajini Daufineji ob reki Buëch, 30 km zahodno od središča departmaja Gapa.

## Administracija
Aspres-sur-Buëch je sedež istoimenskega kantona, v katerega so poleg njegove vključene še občine Aspremont, La Beaume, La Faurie, La Haute-Beaume, Montbrand, Saint-Julien-en-Beauchêne in Saint-Pierre-d'Argençon s 1.914 prebivalci.
Kanton je sestavni del okrožja Gap.

## Zgodovina
Ozemlje Aspresa je bilo naseljeno že v neolitiku (jame v kanjonu Agnielles).
V 11. stoletju je bil v kraju ustanovljen samostan pod zavetništvom sv. Gérauda.
V 30. letih 20. stoletja so se ob mostu Pont de la Dame zbirali republikanci, ki so pribežali sem iz Španije pred državljansko vojno. V času druge svetovne vojne je Vichyjski režim v Aspresu organiziral zbirno koncentracijsko taborišče.